# 굿모닝 JOY FM
굿모닝 JOY FM은 CJB JOY FM에서 평일은 아나운서 황수동, 토요일 ~ 일요일은 아나운서 연규옥이 진행하는 충북 전지역에 송출되는 라디오 프로그램이다. 방송시간은 매일 오전 6시부터 7시까지이다.
| CJB JOY FM          |                     |                     |
| 이전                | 굿모닝 JOY FM       | 다음                |
| 새벽을 여는 친구    | 굿모닝 JOY FM       | 김영철의 파워FM     |
| 오전 5시 ~ 오전 6시 | 오전 6시 ~ 오전 7시 | 오전 7시 ~ 오전 9시 |
|                     |                     |                     |